# Hypocomidae
Famille
Les Hypocomidae sont une famille de Ciliés de la classe des Cyrtophoria et de l’ordre des Cyrtophorida.

## Étymologie
Le nom de la famille vient du genre type Hypocoma, de hypo-, « en dessous », et coma, « chevelure », en référence aux rangées de cils que cet organisme porte sur sa surface inférieure.

## Description
Bütschli décrit ainsi cette famille et son espèce type : 

« Individu non adulte mobile, avec un abdomen cilié en permanence et un court tentacule suceur La reproduction se fait par division transversale.
Le genre Hypocoma est petit (longueur maximale 46 μm). De contour ovale, avec une surface supérieure ou apicale convexe et une surface inférieure ou basale plus ou moins concave. La concavité de ce dernier est variable, car elle peut être augmentée par une contraction active ; le corps peut également se plier dans le sens longitudinal plus ou moins vers le dessous. Une zone médiane considérable sur la face inférieure, dont la bordure est parallèle au contour du corps, est couverte de cils disposés en rangées longitudinales quelque peu incurvées. À l'avant de ce champ de cils se trouve un court tentacule terminé par une ventouse en forme de bouton, qui pénètre assez profondément dans le corps. Une seule vacuole contractile vers le milieu de la face inférieure. Un macronoyau sphérique en rubané, formant un fer à cheval parallèle au bord du corps. »

## Habitat et répartition
Le genre Hypocoma vit en milieu marin. C'est un ectoparasite sur Zoothamnium (en) (autre Cilié de la classe des Oligohymenophorea). Plusieurs espèces vivent dans les mers européennes.

## Liste des genres
Selon GBIF (11 décembre 2022) :
- Crateristoma Jankowski, 1967
- Enigmocoma
- Harmocoma Yankovskij, 1980
- Hypocoma Gruber, 1884 genre type[3] : synonyme : Acinetoides Plate, 1889
- Hypocomidium
- Parahypocoma Chatton & Lwoff, 1939
- Rhynchocoma Jankowski, 1975

Selon The Taxonomicon (11 décembre 2022) :
- Crateristoma Jankowski, 1967
- Hypocomaᵀ Gruber, 1884
- Parahypocoma Chatton & Lwoff, 1939
- Rhynchocoma Jankowski, 1975

## Systématique
Le nom valide de ce taxon est Hypocomidae Bütschli, 1889.